# Ammoniosz (ókeresztény író)
Ammoniosz (5. vagy 6. század) ókeresztény író.

## Személye
Életrajzi adatai teljesen ismeretlenek, emiatt évszázadokkal később korának más - hasonló nevű - ókeresztény írójával azonosították vagy összekeverték. Bertold Altaner 1937-ben átdolgozott (magyarul Hermann Ipoly László fordításában 1947-ben megjelent) Ókeresztény irodalomtörténet c. művében feltételesen azonosítja egy bizonyos Alexandriai Ammoniosz személyével, aki azonban nem azonos az évszázaddal korábban élt Alexandriai Ammoniosszal. Megjegyzi ugyanakkor, hogy Theodor Zahn német teológus azzal a Szent Ámonnal azonosította, aki már a 4. században elhunyt. Több forrás is felveti ugyanakkor, hogy Ammoniosz azonos lehet azzal a személlyel, aki levélben állást foglalt I. León bizánci császár döntése mellett, II. Timóteus kopt pápa (Timotheus Aelurus) ellen.

## Munkássága
Ammoniosz Dániel könyvéhez, Az apostolok cselekedeteihez és János evangéliumához készített kommentárokat, katénákat. A János evangéliumához írott magyarázatainak rekonstruálása a töredékek alapján szinte teljesen sikerült, nagy részük azonban elveszett. Ammoniosz az antiochiai iskola alapelveire támaszkodott. 
Josiah Royce amerikai filozófus tett kísérletet Ammoniosz kommentárjainak összeállítására a Jacques Paul Migne által szerkesztett Patrologia Latina alapján.